# Clássica de San Sebastián de 2019
A 39.ª edição da clássica ciclista Clássica de San Sebastián (oficialmente Clásica de San Sebastián) foi uma corrida na Espanha que se celebrou a 3 de agosto de 2019 sobre um percurso de 227,3 quilómetros com início e final na cidade de San Sebastián.
A corrida faz parte do UCI World Tour de 2019, sendo a vigésima oitava competição do calendário de máxima categoria mundial.
A corrida foi ganha pelo corredor belga Remco Evenepoel da equipa Deceuninck-Quick Step, em segundo lugar o belga Greg Van Avermaet da CCC e em terceiro lugar o suíço Marc Hirschi da Sunweb.

## Equipas participantes
Tomaram parte na carreira 22 equipas: 18 de categoria UCI World Tour de 2019 convidados pela organização; e 4 de categoria Profissional Continental. Formando assim um pelotão de 152 ciclistas dos que acabaram 81. As equipas participantes foram:
| Equipes WorldTeam (18)- Deceuninck-Quick Step - AG2R La Mondiale - Astana - Bora-hansgrohe - CCC Team - EF Education First - Groupama-FDJ - Ineos - Lotto Soudal - Movistar Team - Mitchelton-Scott - Team Sunweb - Bahrain-Merida - Dimension Data - Trek-Segafredo - Team Jumbo-Visma - Katusha-Alpecin - UAE Team Emirates Equipes profissionais Continentais (4)- Burgos-BH - Caja Rural-Seguros RGA - Cofidis, Solutions Crédits - Euskadi Basque Country-Murias |
| |

## Classificações finais
- As classificações finalizaram da seguinte forma:[3]

### Classificação geral
| \| Classificação geral \| Classificação geral \| Classificação geral \| Classificação geral \| Classificação geral \| \| Ciclista \| Ciclista \| Equipe \| Tempo \| \| \| ------------------- \| ------------------- \| --------------------- \| ------------------- \| ------------------- \| \| 1. \| Remco Evenepoel \| Deceuninck-Quick Step \| 5h44m27s \| \| \| 2. \| Greg Van Avermaet \| CCC Team \| + 38s \| \| \| 3. \| Marc Hirschi \| Team Sunweb \| + 38s \| \| \| 4. \| Gorka Izagirre \| Astana \| + 38s \| \| \| 5. \| Bauke Mollema \| Trek-Segafredo \| + 38s \| \| \| 6. \| Patrick Konrad \| Bora-Hansgrohe \| + 38s \| \| \| 7. \| Jelle Vanendert \| Lotto-Soudal \| + 38s \| \| \| 8. \| Enric Mas \| Deceuninck-Quick Step \| + 38s \| \| \| 9. \| Michael Woods \| EF Education First \| + 38s \| \| \| 10. \| Alejandro Valverde \| Movistar Team \| + 38s \| \| |                    |                       |          |
| |                    |                       |          |
| Fonte: ProCyclingStats |                    |                       |          |
| Classificação geral |                    |                       |          |
| Ciclista | Ciclista           | Equipe                | Tempo    |
| 1. | Remco Evenepoel    | Deceuninck-Quick Step | 5h44m27s |
| 2. | Greg Van Avermaet  | CCC Team              | + 38s    |
| 3. | Marc Hirschi       | Team Sunweb           | + 38s    |
| 4. | Gorka Izagirre     | Astana                | + 38s    |
| 5. | Bauke Mollema      | Trek-Segafredo        | + 38s    |
| 6. | Patrick Konrad     | Bora-Hansgrohe        | + 38s    |
| 7. | Jelle Vanendert    | Lotto-Soudal          | + 38s    |
| 8. | Enric Mas          | Deceuninck-Quick Step | + 38s    |
| 9. | Michael Woods      | EF Education First    | + 38s    |
| 10. | Alejandro Valverde | Movistar Team         | + 38s    |

## UCI World Ranking
A Clássica de San Sebastián outorgara pontos para o UCI World Ranking para corredores das equipas nas categorias UCI World Team, Profissional Continental e Equipas Continentais. A seguinte tabela são o barómetro de pontuação e os corredores que obtiveram pontos:
| Posição   | 1.º | 2.º | 3.º | 4.º | 5.º | 6.º | 7.º | 8.º | 9.º | 10.º | 11.º | 12.º | 13.º | 14.º | 15.º | 16.º-20.º | 21.º-30.º | 31.º-50.º | 51.º-55.º | 56.º-60.º |
| Pontuação | 400 | 320 | 260 | 220 | 180 | 140 | 120 | 100 | 80  | 68   | 56   | 48   | 40   | 32   | 28   | 24        | 16        | 8         | 4         | 2         |

| 1.º  | Remco Evenepoel    | Deceuninck-Quick Step | 400 |
| 2.º  | Greg Van Avermaet  | CCC                   | 320 |
| 3.º  | Marc Hirschi       | Sunweb                | 260 |
| 4.º  | Gorka Izagirre     | Astana                | 220 |
| 5.º  | Bauke Mollema      | Trek-Segafredo        | 180 |
| 6.º  | Patrick Konrad     | Bora-Hansgrohe        | 140 |
| 7.º  | Jelle Vanendert    | Lotto Soudal          | 120 |
| 8.º  | Enric Mas          | Deceuninck-Quick Step | 100 |
| 9.º  | Michael Woods      | EF Education First    | 80  |
| 10.º | Alejandro Valverde | Movistar              | 68  |

## Lista de Participantes
| Deceuninck-Quick Step DQT | Deceuninck-Quick Step DQT | Deceuninck-Quick Step DQT |
| ------------------------- | ------------------------- | ------------------------- |
| Num                       | Ciclista                  | Pos                       |
| 1                         | Julian Alaphilippe (FRA)  | DNF                       |
| 2                         | Eros Capecchi (ITA)       | DNF                       |
| 3                         | Tim Declercq (BEL)        | DNF                       |
| 4                         | Dries Devenyns (BEL)      | 26.                       |
| 5                         | Remco Evenepoel (BEL)     | 1.                        |
| 6                         | Mikkel Honoré (DEN)       | 40.                       |
| 7                         | Enric Mas (ESP)           | 8.                        |

| AG2R La Mondiale ALM | AG2R La Mondiale ALM         | AG2R La Mondiale ALM |
| -------------------- | ---------------------------- | -------------------- |
| Num                  | Ciclista                     | Pos                  |
| 11                   | Tony Gallopin (FRA)          | 35.                  |
| 12                   | François Bidard (FRA)        | 68.                  |
| 13                   | Aurélien Paret-Peintre (FRA) | 50.                  |
| 14                   | Hubert Dupont (FRA)          | DNF                  |
| 15                   | Jaakko Hänninen (FIN)        | 46.                  |
| 16                   | Nans Peters (FRA)            | 63.                  |
| 17                   | Larry Warbasse (USA)         | 42.                  |

| Astana AST | Astana AST               | Astana AST |
| ---------- | ------------------------ | ---------- |
| Num        | Ciclista                 | Pos        |
| 21         | Gorka Izagirre (ESP)     | 4.         |
| 22         | Pello Bilbao (ESP)       | 19.        |
| 23         | Davide Ballerini (ITA)   | DNF        |
| 24         | Omar Fraile (ESP)        | 34.        |
| 25         | Jonas Gregaard (DEN)     | 73.        |
| 26         | Zhandos Bizhigitov (KAZ) | DNF        |
| 27         | Davide Villella (ITA)    | 47.        |

| Bora-Hansgrohe BOH | Bora-Hansgrohe BOH             | Bora-Hansgrohe BOH |
| ------------------ | ------------------------------ | ------------------ |
| Num                | Ciclista                       | Pos                |
| 31                 | Patrick Konrad (AUT) (estrada) | 6.                 |
| 32                 | Oscar Gatto (ITA)              | DNF                |
| 33                 | Felix Großschartner (AUT)      | DNF                |
| 34                 | Jay McCarthy (AUS)             | 51.                |
| 35                 | Gregor Mühlberger (AUT)        | 22.                |
| 36                 | Christoph Pfingsten (GER)      | DNF                |
| 37                 | Daniel Oss (ITA)               | DNF                |

| CCC Team CCC | CCC Team CCC             | CCC Team CCC |
| ------------ | ------------------------ | ------------ |
| Num          | Ciclista                 | Pos          |
| 41           | Greg Van Avermaet (BEL)  | 2.           |
| 42           | William Barta (USA)      | DNF          |
| 43           | Josef Černý (CZE)        | DNF          |
| 44           | Víctor de la Parte (ESP) | 64.          |
| 45           | Joey Rosskopf (USA)      | 54.          |
| 46           | Patrick Bevin (NZL)      | DNF          |
| 47           | Riccardo Zoidl (AUT)     | 56.          |

| EF Education First EF1 | EF Education First EF1           | EF Education First EF1 |
| ---------------------- | -------------------------------- | ---------------------- |
| Num                    | Ciclista                         | Pos                    |
| 51                     | Simon Clarke (AUS)               | 20.                    |
| 52                     | Jonathan Caicedo (ECU) (estrada) | 33.                    |
| 53                     | Hugh Carthy (GBR)                | 14.                    |
| 54                     | Joe Dombrowski (USA)             | DNF                    |
| 55                     | Alex Howes (USA) (estrada)       | DNF                    |
| 56                     | James Whelan (AUS)               | DNF                    |
| 57                     | Michael Woods (CAN)              | 9.                     |

| Groupama-FDJ GFC | Groupama-FDJ GFC        | Groupama-FDJ GFC |
| ---------------- | ----------------------- | ---------------- |
| Num              | Ciclista                | Pos              |
| 61               | Rudy Molard (FRA)       | 12.              |
| 62               | David Gaudu (FRA)       | DNF              |
| 63               | Kevin Geniets (LUX)     | DNF              |
| 64               | Tobias Ludvigsson (SWE) | DNF              |
| 65               | Valentin Madouas (FRA)  | 21.              |
| 66               | Miles Scotson (AUS)     | DNF              |
| 67               | Anthony Roux (FRA)      | 27.              |

| Team Ineos INS | Team Ineos INS             | Team Ineos INS |
| -------------- | -------------------------- | -------------- |
| Num            | Ciclista                   | Pos            |
| 71             | Egan Bernal (COL)          | DNF            |
| 72             | Jonathan Castroviejo (ESP) | 31.            |
| 73             | Edward Dunbar (IRL)        | 15.            |
| 74             | Kenny Elissonde (FRA)      | 52.            |
| 75             | Wout Poels (NED)           | DNF            |
| 76             | David de la Cruz (ESP)     | DNF            |
| 77             | Iván Ramiro Sosa (COL)     | DNF            |

| Lotto-Soudal LTS | Lotto-Soudal LTS         | Lotto-Soudal LTS |
| ---------------- | ------------------------ | ---------------- |
| Num              | Ciclista                 | Pos              |
| 81               | Tim Wellens (BEL)        | DNF              |
| 82               | Tiesj Benoot (BEL)       | DNF              |
| 83               | Jens Keukeleire (BEL)    | 43.              |
| 84               | Rémy Mertz (BEL)         | DNF              |
| 85               | Maxime Monfort (BEL)     | DNF              |
| 86               | Tosh Van der Sande (BEL) | DNF              |
| 87               | Jelle Vanendert (BEL)    | 7.               |

| Movistar Team MOV | Movistar Team MOV                  | Movistar Team MOV |
| ----------------- | ---------------------------------- | ----------------- |
| Num               | Ciclista                           | Pos               |
| 91                | Mikel Landa (ESP)                  | DNF               |
| 92                | Andrey Amador (CRC)                | 62.               |
| 93                | Jorge Arcas (ESP)                  | DNF               |
| 94                | Antonio Pedrero (ESP)              | 61.               |
| 95                | Héctor Carretero (ESP)             | DNF               |
| 96                | Alejandro Valverde (ESP) (estrada) | 10.               |
| 97                | Carlos Verona (ESP)                | DNF               |

| Mitchelton-Scott MTS | Mitchelton-Scott MTS   | Mitchelton-Scott MTS |
| -------------------- | ---------------------- | -------------------- |
| Num                  | Ciclista               | Pos                  |
| 101                  | Adam Yates (GBR)       | DNF                  |
| 102                  | Brent Bookwalter (USA) | 23.                  |
| 103                  | Luke Durbridge (AUS)   | DNF                  |
| 104                  | Dion Smith (NZL)       | 45.                  |
| 105                  | Callum Scotson (AUS)   | DNF                  |
| 106                  | Lucas Hamilton (AUS)   | 24.                  |
| 107                  | Simon Yates (GBR)      | DNF                  |

| Team Sunweb SUN | Team Sunweb SUN           | Team Sunweb SUN |
| --------------- | ------------------------- | --------------- |
| Num             | Ciclista                  | Pos             |
| 111             | Nicolas Roche (IRL)       | 59.             |
| 112             | Johannes Fröhlinger (GER) | 66.             |
| 113             | Jan Bakelants (BEL)       | 44.             |
| 114             | Marc Hirschi (SUI)        | 3.              |
| 115             | Chad Haga (USA)           | DNF             |
| 116             | Florian Stork (GER)       | DNF             |
| 117             | Louis Vervaeke (BEL)      | DNF             |

| Bahrain-Merida TBM | Bahrain-Merida TBM        | Bahrain-Merida TBM |
| ------------------ | ------------------------- | ------------------ |
| Num                | Ciclista                  | Pos                |
| 121                | Iván García Cortina (ESP) | DNF                |
| 122                | Valerio Agnoli (ITA)      | DNF                |
| 123                | Grega Bole (SLO)          | DNF                |
| 124                | Wang Meiyin (CHN)         | DNF                |
| 125                | Andrea Garosio (ITA)      | DNF                |
| 126                | Antonio Nibali (ITA)      | DNF                |
| 127                | Mark Padun (UKR)          | 18.                |

| Dimension Data TDD | Dimension Data TDD               | Dimension Data TDD |
| ------------------ | -------------------------------- | ------------------ |
| Num                | Ciclista                         | Pos                |
| 131                | Roman Kreuziger (CZE)            | 17.                |
| 132                | Nicholas Dlamini (RSA)           | DNF                |
| 133                | Amanuel Gebrezgabihier (ERI)     | DNF                |
| 134                | Jacques Janse van Rensburg (RSA) | 79.                |
| 135                | Scott Davies (GBR)               | DNF                |
| 136                | Louis Meintjes (RSA)             | 58.                |
| 137                | Danilo Wyss (SUI)                | DNF                |

| Trek-Segafredo TFS | Trek-Segafredo TFS           | Trek-Segafredo TFS |
| ------------------ | ---------------------------- | ------------------ |
| Num                | Ciclista                     | Pos                |
| 141                | Bauke Mollema (NED)          | 5.                 |
| 142                | Julien Bernard (FRA)         | 30.                |
| 143                | Giulio Ciccone (ITA)         | 11.                |
| 144                | Niklas Eg (DEN)              | 65.                |
| 145                | Fabio Felline (ITA)          | DNF                |
| 146                | Markel Irizar (ESP)          | 75.                |
| 147                | Toms Skujiņš (LAT) (estrada) | 13.                |

| Team Jumbo-Visma TJV | Team Jumbo-Visma TJV    | Team Jumbo-Visma TJV |
| -------------------- | ----------------------- | -------------------- |
| Num                  | Ciclista                | Pos                  |
| 152                  | Koen Bouwman (NED)      | 78.                  |
| 153                  | Laurens De Plus (BEL)   | DNF                  |
| 154                  | Floris De Tier (BEL)    | 38.                  |
| 155                  | Sepp Kuss (USA)         | 25.                  |
| 156                  | Bert-Jan Lindeman (NED) | DNF                  |
| 157                  | Paul Martens (GER)      | DNF                  |

| Katusha-Alpecin TKA | Katusha-Alpecin TKA        | Katusha-Alpecin TKA |
| ------------------- | -------------------------- | ------------------- |
| Num                 | Ciclista                   | Pos                 |
| 161                 | Ilnur Zakarin (RUS)        | DNF                 |
| 162                 | José Gonçalves (POR)       | DNF                 |
| 163                 | Ruben Guerreiro (POR)      | 55.                 |
| 164                 | Steff Cras (BEL)           | DNF                 |
| 165                 | Viacheslav Kuznetsov (RUS) | DNF                 |
| 166                 | Willie Smit (RSA)          | 67.                 |

| UAE Team Emirates UAD | UAE Team Emirates UAD       | UAE Team Emirates UAD |
| --------------------- | --------------------------- | --------------------- |
| Num                   | Ciclista                    | Pos                   |
| 171                   | Daniel Martin (IRL)         | 32.                   |
| 172                   | Rui Costa (POR)             | 49.                   |
| 173                   | Juan Sebastián Molano (COL) | DNF                   |
| 174                   | Tadej Pogačar (SLO)         | DNF                   |
| 175                   | Jan Polanc (SLO)            | 53.                   |
| 176                   | Aleksandr Riabushenko (BLR) | 71.                   |
| 177                   | Rory Sutherland (AUS)       | DNF                   |

| Burgos-BH BBH | Burgos-BH BBH         | Burgos-BH BBH |
| ------------- | --------------------- | ------------- |
| Num           | Ciclista              | Pos           |
| 181           | Ángel Madrazo (ESP)   | DNF           |
| 182           | Jetse Bol (NED)       | 76.           |
| 183           | Jorge Cubero (ESP)    | DNF           |
| 184           | Jesús Ezquerra (ESP)  | DNF           |
| 185           | José Fernandes (POR)  | DNF           |
| 186           | Diego Rubio (ESP)     | 77.           |
| 187           | Nicolas Sessler (BRA) | 81.           |

| Caja Rural-Seguros RGA CJR | Caja Rural-Seguros RGA CJR      | Caja Rural-Seguros RGA CJR |
| -------------------------- | ------------------------------- | -------------------------- |
| Num                        | Ciclista                        | Pos                        |
| 191                        | Alex Aranburu (ESP)             | 39.                        |
| 192                        | Serguei Chernetski (RUS)        | 28.                        |
| 193                        | Jon Irisarri (ESP)              | DNF                        |
| 194                        | Jonathan Lastra (ESP)           | 36.                        |
| 195                        | Joel Nicolau (ESP)              | 80.                        |
| 196                        | Cristián Rodríguez (ESP)        | 57.                        |
| 197                        | Gonzalo Serrano Rodríguez (ESP) | 60.                        |

| Cofidis, Solutions Crédits COF | Cofidis, Solutions Crédits COF | Cofidis, Solutions Crédits COF |
| ------------------------------ | ------------------------------ | ------------------------------ |
| Num                            | Ciclista                       | Pos                            |
| 201                            | Stéphane Rossetto (FRA)        | 48.                            |
| 202                            | Pierre-Luc Périchon (FRA)      | DNF                            |
| 203                            | Geoffrey Soupe (FRA)           | DNF                            |
| 204                            | Damien Touzé (FRA)             | 74.                            |
| 205                            | Cyril Lemoine (FRA)            | DNF                            |
| 206                            | Anthony Perez (FRA)            | 29.                            |
| 207                            | Julien Simon (FRA)             | 16.                            |

| Euskadi Basque Country-Murias EUS | Euskadi Basque Country-Murias EUS  | Euskadi Basque Country-Murias EUS |
| --------------------------------- | ---------------------------------- | --------------------------------- |
| Num                               | Ciclista                           | Pos                               |
| 211                               | Óscar Rodríguez Garaicoechea (ESP) | 37.                               |
| 212                               | Aritz Bagües (ESP)                 | DNF                               |
| 213                               | Fernando Barceló (ESP)             | 69.                               |
| 214                               | Cyril Barthe (FRA)                 | 72.                               |
| 215                               | Ander Barrenetxea (ESP)            | DNF                               |
| 216                               | Garikoitz Bravo (ESP)              | 70.                               |
| 217                               | Mikel Iturria (ESP)                | 41.                               |

| Deceuninck-Quick Step DQT | Deceuninck-Quick Step DQT | Deceuninck-Quick Step DQT |
| ------------------------- | ------------------------- | ------------------------- |
| Num                       | Ciclista                  | Pos                       |
| 1                         | Julian Alaphilippe (FRA)  | DNF                       |
| 2                         | Eros Capecchi (ITA)       | DNF                       |
| 3                         | Tim Declercq (BEL)        | DNF                       |
| 4                         | Dries Devenyns (BEL)      | 26.                       |
| 5                         | Remco Evenepoel (BEL)     | 1.                        |
| 6                         | Mikkel Honoré (DEN)       | 40.                       |
| 7                         | Enric Mas (ESP)           | 8.                        |

| AG2R La Mondiale ALM | AG2R La Mondiale ALM         | AG2R La Mondiale ALM |
| -------------------- | ---------------------------- | -------------------- |
| Num                  | Ciclista                     | Pos                  |
| 11                   | Tony Gallopin (FRA)          | 35.                  |
| 12                   | François Bidard (FRA)        | 68.                  |
| 13                   | Aurélien Paret-Peintre (FRA) | 50.                  |
| 14                   | Hubert Dupont (FRA)          | DNF                  |
| 15                   | Jaakko Hänninen (FIN)        | 46.                  |
| 16                   | Nans Peters (FRA)            | 63.                  |
| 17                   | Larry Warbasse (USA)         | 42.                  |

| Astana AST | Astana AST               | Astana AST |
| ---------- | ------------------------ | ---------- |
| Num        | Ciclista                 | Pos        |
| 21         | Gorka Izagirre (ESP)     | 4.         |
| 22         | Pello Bilbao (ESP)       | 19.        |
| 23         | Davide Ballerini (ITA)   | DNF        |
| 24         | Omar Fraile (ESP)        | 34.        |
| 25         | Jonas Gregaard (DEN)     | 73.        |
| 26         | Zhandos Bizhigitov (KAZ) | DNF        |
| 27         | Davide Villella (ITA)    | 47.        |

| Bora-Hansgrohe BOH | Bora-Hansgrohe BOH             | Bora-Hansgrohe BOH |
| ------------------ | ------------------------------ | ------------------ |
| Num                | Ciclista                       | Pos                |
| 31                 | Patrick Konrad (AUT) (estrada) | 6.                 |
| 32                 | Oscar Gatto (ITA)              | DNF                |
| 33                 | Felix Großschartner (AUT)      | DNF                |
| 34                 | Jay McCarthy (AUS)             | 51.                |
| 35                 | Gregor Mühlberger (AUT)        | 22.                |
| 36                 | Christoph Pfingsten (GER)      | DNF                |
| 37                 | Daniel Oss (ITA)               | DNF                |

| CCC Team CCC | CCC Team CCC             | CCC Team CCC |
| ------------ | ------------------------ | ------------ |
| Num          | Ciclista                 | Pos          |
| 41           | Greg Van Avermaet (BEL)  | 2.           |
| 42           | William Barta (USA)      | DNF          |
| 43           | Josef Černý (CZE)        | DNF          |
| 44           | Víctor de la Parte (ESP) | 64.          |
| 45           | Joey Rosskopf (USA)      | 54.          |
| 46           | Patrick Bevin (NZL)      | DNF          |
| 47           | Riccardo Zoidl (AUT)     | 56.          |

| EF Education First EF1 | EF Education First EF1           | EF Education First EF1 |
| ---------------------- | -------------------------------- | ---------------------- |
| Num                    | Ciclista                         | Pos                    |
| 51                     | Simon Clarke (AUS)               | 20.                    |
| 52                     | Jonathan Caicedo (ECU) (estrada) | 33.                    |
| 53                     | Hugh Carthy (GBR)                | 14.                    |
| 54                     | Joe Dombrowski (USA)             | DNF                    |
| 55                     | Alex Howes (USA) (estrada)       | DNF                    |
| 56                     | James Whelan (AUS)               | DNF                    |
| 57                     | Michael Woods (CAN)              | 9.                     |

| Groupama-FDJ GFC | Groupama-FDJ GFC        | Groupama-FDJ GFC |
| ---------------- | ----------------------- | ---------------- |
| Num              | Ciclista                | Pos              |
| 61               | Rudy Molard (FRA)       | 12.              |
| 62               | David Gaudu (FRA)       | DNF              |
| 63               | Kevin Geniets (LUX)     | DNF              |
| 64               | Tobias Ludvigsson (SWE) | DNF              |
| 65               | Valentin Madouas (FRA)  | 21.              |
| 66               | Miles Scotson (AUS)     | DNF              |
| 67               | Anthony Roux (FRA)      | 27.              |

| Team Ineos INS | Team Ineos INS             | Team Ineos INS |
| -------------- | -------------------------- | -------------- |
| Num            | Ciclista                   | Pos            |
| 71             | Egan Bernal (COL)          | DNF            |
| 72             | Jonathan Castroviejo (ESP) | 31.            |
| 73             | Edward Dunbar (IRL)        | 15.            |
| 74             | Kenny Elissonde (FRA)      | 52.            |
| 75             | Wout Poels (NED)           | DNF            |
| 76             | David de la Cruz (ESP)     | DNF            |
| 77             | Iván Ramiro Sosa (COL)     | DNF            |

| Lotto-Soudal LTS | Lotto-Soudal LTS         | Lotto-Soudal LTS |
| ---------------- | ------------------------ | ---------------- |
| Num              | Ciclista                 | Pos              |
| 81               | Tim Wellens (BEL)        | DNF              |
| 82               | Tiesj Benoot (BEL)       | DNF              |
| 83               | Jens Keukeleire (BEL)    | 43.              |
| 84               | Rémy Mertz (BEL)         | DNF              |
| 85               | Maxime Monfort (BEL)     | DNF              |
| 86               | Tosh Van der Sande (BEL) | DNF              |
| 87               | Jelle Vanendert (BEL)    | 7.               |

| Movistar Team MOV | Movistar Team MOV                  | Movistar Team MOV |
| ----------------- | ---------------------------------- | ----------------- |
| Num               | Ciclista                           | Pos               |
| 91                | Mikel Landa (ESP)                  | DNF               |
| 92                | Andrey Amador (CRC)                | 62.               |
| 93                | Jorge Arcas (ESP)                  | DNF               |
| 94                | Antonio Pedrero (ESP)              | 61.               |
| 95                | Héctor Carretero (ESP)             | DNF               |
| 96                | Alejandro Valverde (ESP) (estrada) | 10.               |
| 97                | Carlos Verona (ESP)                | DNF               |

| Mitchelton-Scott MTS | Mitchelton-Scott MTS   | Mitchelton-Scott MTS |
| -------------------- | ---------------------- | -------------------- |
| Num                  | Ciclista               | Pos                  |
| 101                  | Adam Yates (GBR)       | DNF                  |
| 102                  | Brent Bookwalter (USA) | 23.                  |
| 103                  | Luke Durbridge (AUS)   | DNF                  |
| 104                  | Dion Smith (NZL)       | 45.                  |
| 105                  | Callum Scotson (AUS)   | DNF                  |
| 106                  | Lucas Hamilton (AUS)   | 24.                  |
| 107                  | Simon Yates (GBR)      | DNF                  |

| Team Sunweb SUN | Team Sunweb SUN           | Team Sunweb SUN |
| --------------- | ------------------------- | --------------- |
| Num             | Ciclista                  | Pos             |
| 111             | Nicolas Roche (IRL)       | 59.             |
| 112             | Johannes Fröhlinger (GER) | 66.             |
| 113             | Jan Bakelants (BEL)       | 44.             |
| 114             | Marc Hirschi (SUI)        | 3.              |
| 115             | Chad Haga (USA)           | DNF             |
| 116             | Florian Stork (GER)       | DNF             |
| 117             | Louis Vervaeke (BEL)      | DNF             |

| Bahrain-Merida TBM | Bahrain-Merida TBM        | Bahrain-Merida TBM |
| ------------------ | ------------------------- | ------------------ |
| Num                | Ciclista                  | Pos                |
| 121                | Iván García Cortina (ESP) | DNF                |
| 122                | Valerio Agnoli (ITA)      | DNF                |
| 123                | Grega Bole (SLO)          | DNF                |
| 124                | Wang Meiyin (CHN)         | DNF                |
| 125                | Andrea Garosio (ITA)      | DNF                |
| 126                | Antonio Nibali (ITA)      | DNF                |
| 127                | Mark Padun (UKR)          | 18.                |

| Dimension Data TDD | Dimension Data TDD               | Dimension Data TDD |
| ------------------ | -------------------------------- | ------------------ |
| Num                | Ciclista                         | Pos                |
| 131                | Roman Kreuziger (CZE)            | 17.                |
| 132                | Nicholas Dlamini (RSA)           | DNF                |
| 133                | Amanuel Gebrezgabihier (ERI)     | DNF                |
| 134                | Jacques Janse van Rensburg (RSA) | 79.                |
| 135                | Scott Davies (GBR)               | DNF                |
| 136                | Louis Meintjes (RSA)             | 58.                |
| 137                | Danilo Wyss (SUI)                | DNF                |

| Trek-Segafredo TFS | Trek-Segafredo TFS           | Trek-Segafredo TFS |
| ------------------ | ---------------------------- | ------------------ |
| Num                | Ciclista                     | Pos                |
| 141                | Bauke Mollema (NED)          | 5.                 |
| 142                | Julien Bernard (FRA)         | 30.                |
| 143                | Giulio Ciccone (ITA)         | 11.                |
| 144                | Niklas Eg (DEN)              | 65.                |
| 145                | Fabio Felline (ITA)          | DNF                |
| 146                | Markel Irizar (ESP)          | 75.                |
| 147                | Toms Skujiņš (LAT) (estrada) | 13.                |

| Team Jumbo-Visma TJV | Team Jumbo-Visma TJV    | Team Jumbo-Visma TJV |
| -------------------- | ----------------------- | -------------------- |
| Num                  | Ciclista                | Pos                  |
| 152                  | Koen Bouwman (NED)      | 78.                  |
| 153                  | Laurens De Plus (BEL)   | DNF                  |
| 154                  | Floris De Tier (BEL)    | 38.                  |
| 155                  | Sepp Kuss (USA)         | 25.                  |
| 156                  | Bert-Jan Lindeman (NED) | DNF                  |
| 157                  | Paul Martens (GER)      | DNF                  |

| Katusha-Alpecin TKA | Katusha-Alpecin TKA        | Katusha-Alpecin TKA |
| ------------------- | -------------------------- | ------------------- |
| Num                 | Ciclista                   | Pos                 |
| 161                 | Ilnur Zakarin (RUS)        | DNF                 |
| 162                 | José Gonçalves (POR)       | DNF                 |
| 163                 | Ruben Guerreiro (POR)      | 55.                 |
| 164                 | Steff Cras (BEL)           | DNF                 |
| 165                 | Viacheslav Kuznetsov (RUS) | DNF                 |
| 166                 | Willie Smit (RSA)          | 67.                 |

| UAE Team Emirates UAD | UAE Team Emirates UAD       | UAE Team Emirates UAD |
| --------------------- | --------------------------- | --------------------- |
| Num                   | Ciclista                    | Pos                   |
| 171                   | Daniel Martin (IRL)         | 32.                   |
| 172                   | Rui Costa (POR)             | 49.                   |
| 173                   | Juan Sebastián Molano (COL) | DNF                   |
| 174                   | Tadej Pogačar (SLO)         | DNF                   |
| 175                   | Jan Polanc (SLO)            | 53.                   |
| 176                   | Aleksandr Riabushenko (BLR) | 71.                   |
| 177                   | Rory Sutherland (AUS)       | DNF                   |

| Burgos-BH BBH | Burgos-BH BBH         | Burgos-BH BBH |
| ------------- | --------------------- | ------------- |
| Num           | Ciclista              | Pos           |
| 181           | Ángel Madrazo (ESP)   | DNF           |
| 182           | Jetse Bol (NED)       | 76.           |
| 183           | Jorge Cubero (ESP)    | DNF           |
| 184           | Jesús Ezquerra (ESP)  | DNF           |
| 185           | José Fernandes (POR)  | DNF           |
| 186           | Diego Rubio (ESP)     | 77.           |
| 187           | Nicolas Sessler (BRA) | 81.           |

| Caja Rural-Seguros RGA CJR | Caja Rural-Seguros RGA CJR      | Caja Rural-Seguros RGA CJR |
| -------------------------- | ------------------------------- | -------------------------- |
| Num                        | Ciclista                        | Pos                        |
| 191                        | Alex Aranburu (ESP)             | 39.                        |
| 192                        | Serguei Chernetski (RUS)        | 28.                        |
| 193                        | Jon Irisarri (ESP)              | DNF                        |
| 194                        | Jonathan Lastra (ESP)           | 36.                        |
| 195                        | Joel Nicolau (ESP)              | 80.                        |
| 196                        | Cristián Rodríguez (ESP)        | 57.                        |
| 197                        | Gonzalo Serrano Rodríguez (ESP) | 60.                        |

| Cofidis, Solutions Crédits COF | Cofidis, Solutions Crédits COF | Cofidis, Solutions Crédits COF |
| ------------------------------ | ------------------------------ | ------------------------------ |
| Num                            | Ciclista                       | Pos                            |
| 201                            | Stéphane Rossetto (FRA)        | 48.                            |
| 202                            | Pierre-Luc Périchon (FRA)      | DNF                            |
| 203                            | Geoffrey Soupe (FRA)           | DNF                            |
| 204                            | Damien Touzé (FRA)             | 74.                            |
| 205                            | Cyril Lemoine (FRA)            | DNF                            |
| 206                            | Anthony Perez (FRA)            | 29.                            |
| 207                            | Julien Simon (FRA)             | 16.                            |

| Euskadi Basque Country-Murias EUS | Euskadi Basque Country-Murias EUS  | Euskadi Basque Country-Murias EUS |
| --------------------------------- | ---------------------------------- | --------------------------------- |
| Num                               | Ciclista                           | Pos                               |
| 211                               | Óscar Rodríguez Garaicoechea (ESP) | 37.                               |
| 212                               | Aritz Bagües (ESP)                 | DNF                               |
| 213                               | Fernando Barceló (ESP)             | 69.                               |
| 214                               | Cyril Barthe (FRA)                 | 72.                               |
| 215                               | Ander Barrenetxea (ESP)            | DNF                               |
| 216                               | Garikoitz Bravo (ESP)              | 70.                               |
| 217                               | Mikel Iturria (ESP)                | 41.                               |